# Цизар
Цизар (њем. Ziesar) град је у њемачкој савезној држави Бранденбург. Једно је од 38 општинских средишта округа Потсдам-Мителмарк. Према процјени из 2010. у граду је живјело 2.657 становника. Посједује регионалну шифру (AGS) 12069696.

## Географски и демографски подаци
Цизар се налази у савезној држави Бранденбург у округу Потсдам-Мителмарк. Град се налази на надморској висини од 55 метара. Површина општине износи 67,5 km². У самом граду је, према процјени из 2010. године, живјело 2.657 становника. Просјечна густина становништва износи 39 становника/km².